# Stigmaphyllon macedoanum
Stigmaphyllon macedoanum är en tvåhjärtbladig växtart som beskrevs av C. Anderson. Stigmaphyllon macedoanum ingår i släktet Stigmaphyllon och familjen Malpighiaceae. Inga underarter finns listade i Catalogue of Life.